# Berkheya purpurea
Berkheya purpurea es una especie de planta herbácea perteneciente a la familia de las asteráceas.

## Distribución
Es originaria del sur de África.  Es una planta familiar conocida como maleza o como planta ornamental.

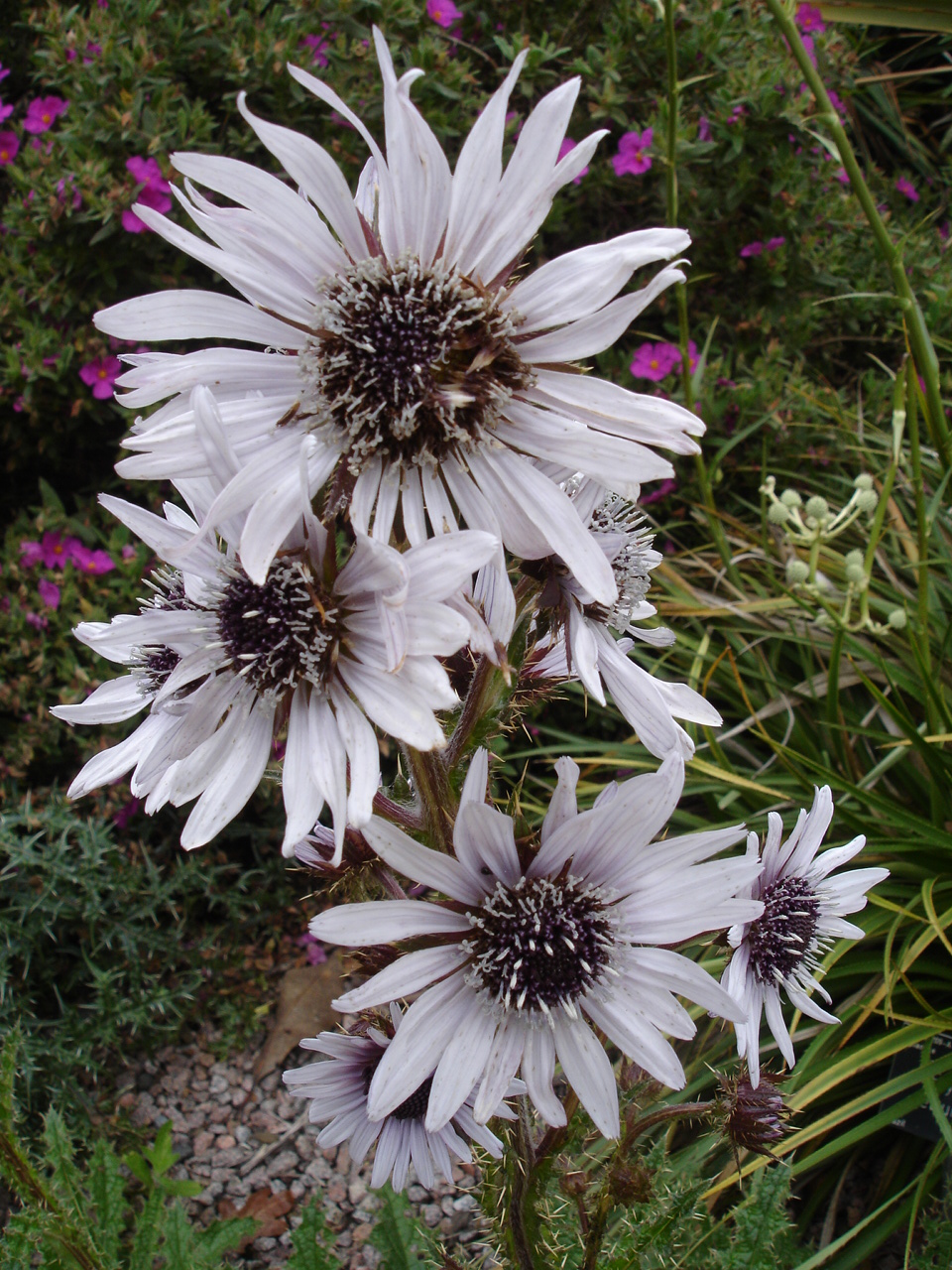

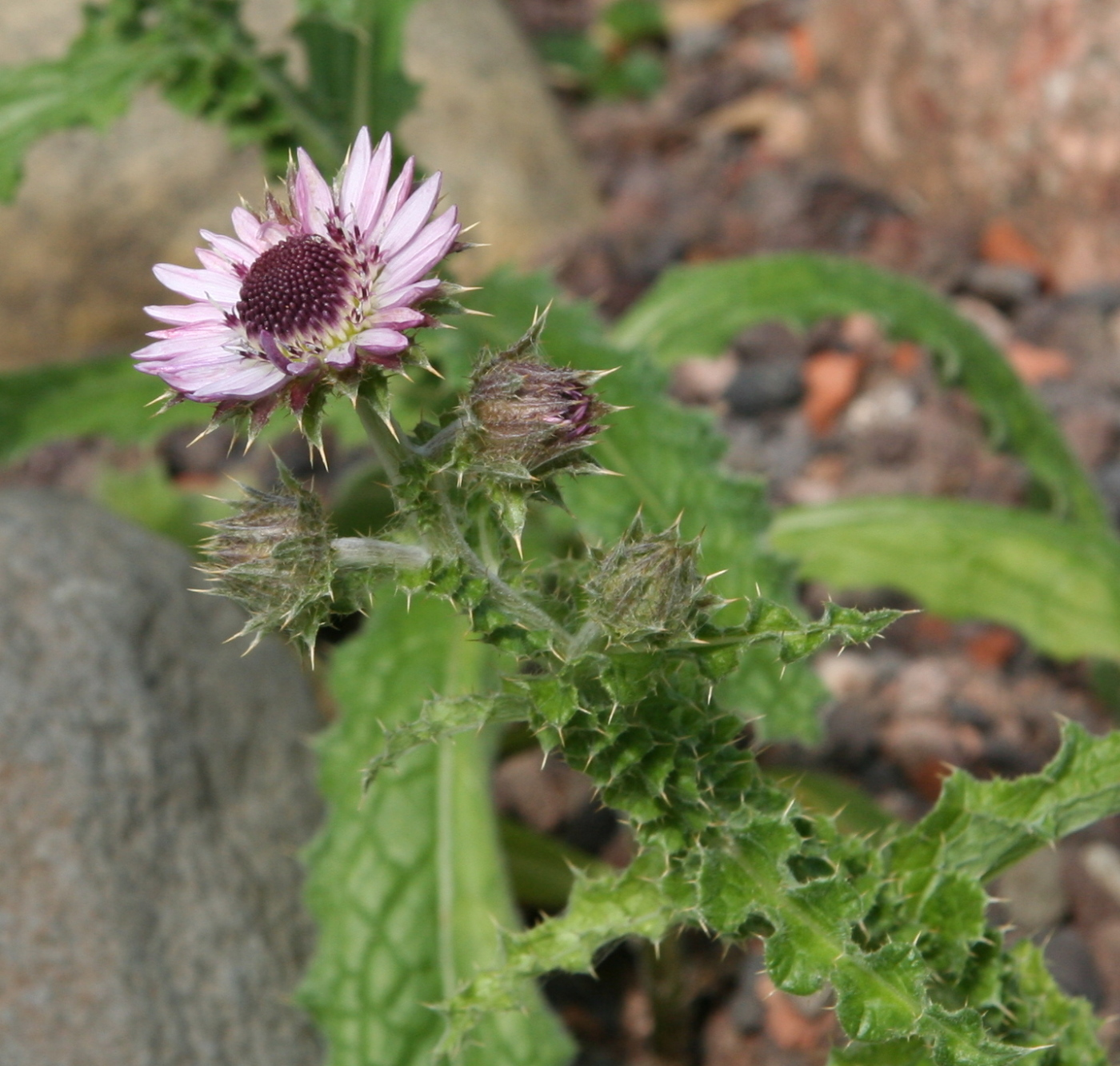

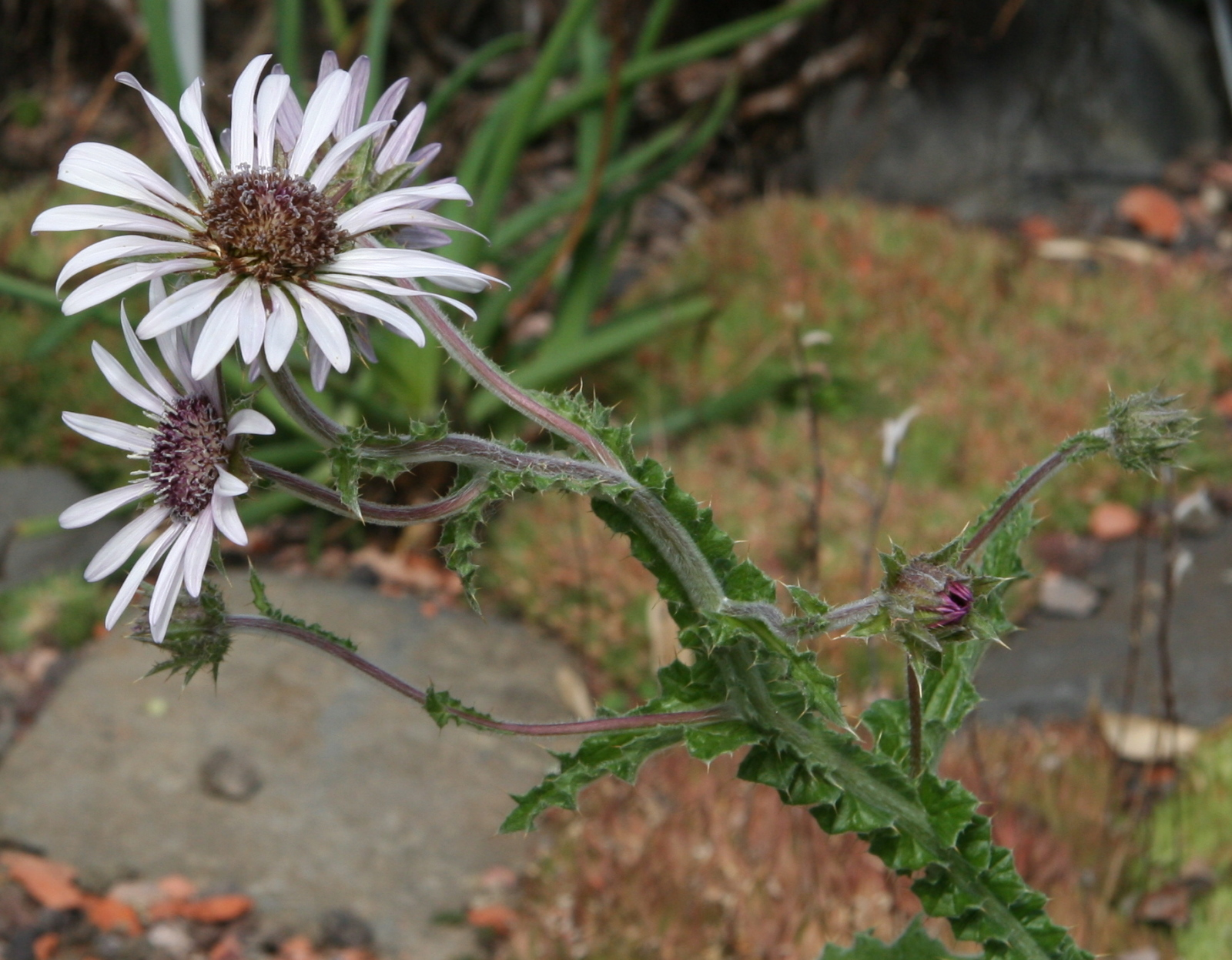

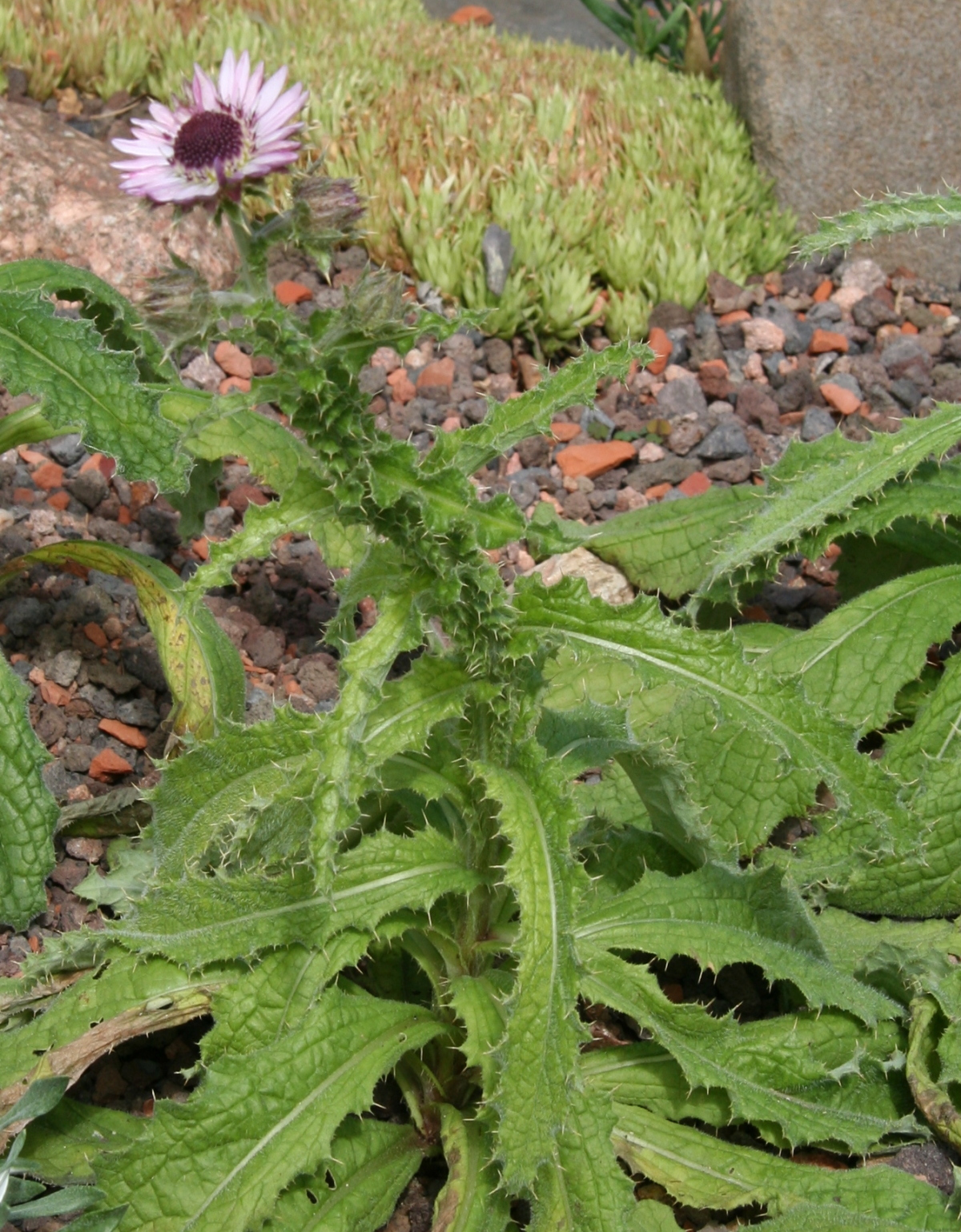

## Descripción
Es una planta herbácea perennifolia que alcanza una altura de 0.3 - 0.9 m. Tiene un rápido crecimiento, y una sola larga raíz principal que forma una densa mata de hojas espinosas muy apretadas en el suelo. Las hojas están dispuestas en una roseta de hasta 250 mm de largo. La superficie superior de las hojas son casi brillantes, mientras que la parte inferior están cubiertas de largos pelos blancos. Hojas más pequeñas se producen a lo largo del único tallo floral; estas hojas disminuyen de tamaño hacia la parte superior.
Las flores se producen en las ramas laterales. Las flores exteriores son de color malva profundo, mientras que las flores del disco son de color púrpura oscuro. Las flores son muy raramente blancas. Cada flor dura unos pocos días y una sola planta puede tener hasta 15 flores abiertas al mismo tiempo.

## Taxonomía
Berkheya purpurea fue descrita por (DC.) Mast. y publicado en Gard. Chron. no. 38: 1262. 1872
Sinonimia
- Crocodilodes purpureum Kuntze
- Stobaea purpurea DC.[2]